# Echzell
Echzell là một đô thị ở huyện Wetterau, bang Hessen, Đức. Đô thị Echzell có diện tích 37,61 km², dân số thời điểm ngày 31 tháng 12 năm 2006 là 5898 người. Đô thị này có cự ly khoảng 35 km về phía đông bắc Frankfurt am Main.